# علاقات حيوية

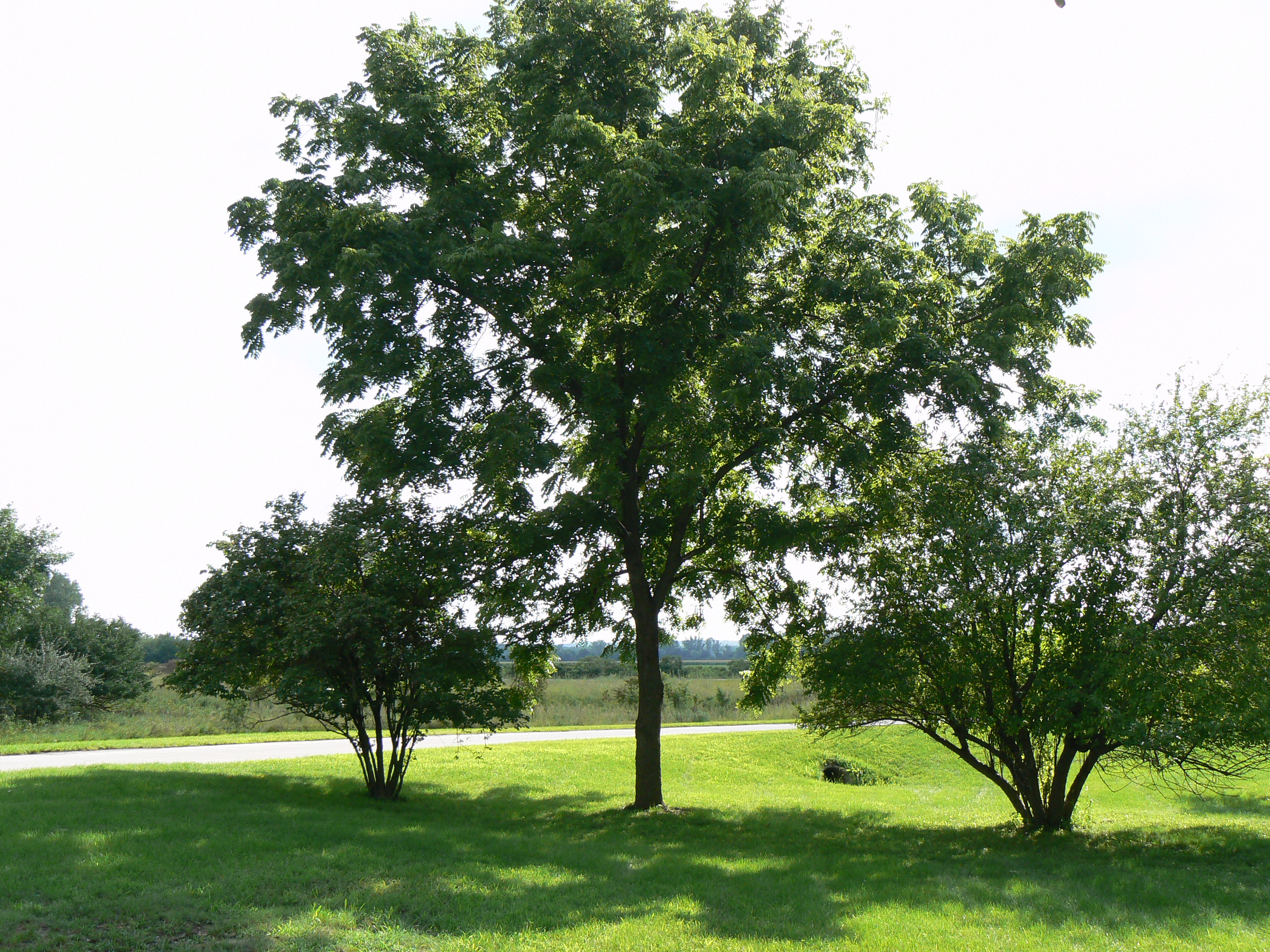
شجرة

العلاقات الحيوية أو العلاقات بين الأحياء البيئية لكل نظام بيئي بنية غذائية تحدد ارتباط الأحياء مع بعضها البعض، ويعرف هذا الارتباط بالسلسلة الغذائية، تقوم النباتات الخضراء الكائنات المنتجة بعملية التركيب الضوئي وتحويل الطاقة الشمسية إلى طاقة كيميائية فتختزن في المركبات العضوية أما الكائنات التي تتغذى على النبات تدعى بالمستهلكات الأولية والتي تتغذى على تلك المستهلكات تدعى بالمستهلكات الثانوية ، وهكذا، وتترافق معها كائنات مفككة مثل: الفطريات والجراثيم التي تعيش على البقايا النباتية والحيوانية وتفرز أنزيمات تحلل المواد الميتة أو الفضلات ومن ثم تمتص نواتج الهضم، ويمكن لهذه الكائنات المفككة أن تشكل غذاء لأحياء صغيرة تسمى بآكلات الفتات. تسمى كائنات محللة مثل البكتيريا والجراثيم.
تتراوح التفاعلات البيولوجية من التبادلية المفيدة لكلا الشريكين إلى المنافسة الضارة لكلا الشريكين.
اقترحت العديد من الدراسات الحديثة أن تفاعلات الأنواع غير الغذائية مثل تعديل الموائل والتبادلية يمكن أن تكون محددات مهمة لهياكل الشبكة الغذائية. ومع ذلك لا يزال من غير الواضح ما إذا كانت هذه النتائج معممة عبر النظم البيئية، وما إذا كانت التفاعلات غير الغذائية تؤثر على الشبكات الغذائية بشكل عشوائي، أو تؤثر على مستويات غذائية محددة أو مجموعات وظيفية.

## تاريخ
على الرغم من أن التفاعلات البيولوجية، بشكل فردي تقريبًا، تمت دراستها في وقت سابق، إلا أن إدوارد هاسكل (1949) قدم نهجًا تكامليًا للموضوع، واقترح تصنيفًا لـ "الأفعال المشتركة"، والتي اعتمدها علماء الأحياء لاحقًا على أنها "تفاعلات". توصف التفاعلات القريبة والطويلة الأمد بأنها تكافل؛ تسمى التعايشات ذات المنفعة المتبادلة بالتقايض.
كان مصطلح التكافل موضوعًا لنقاش دام قرنًا من الزمان حول ما إذا كان ينبغي أن يشير على وجه التحديد إلى التبادلية، كما هو الحال في الأشنات أو الطفيليات التي تفيد نفسها.

## نماذج من العلاقات بين الأحياء في البيئية
المعاشية: وصف العلاقات البيئية المتبادلة بين الكائنات من أنواع مختلفة تكون على احتكاك مباشر مع بعضها.

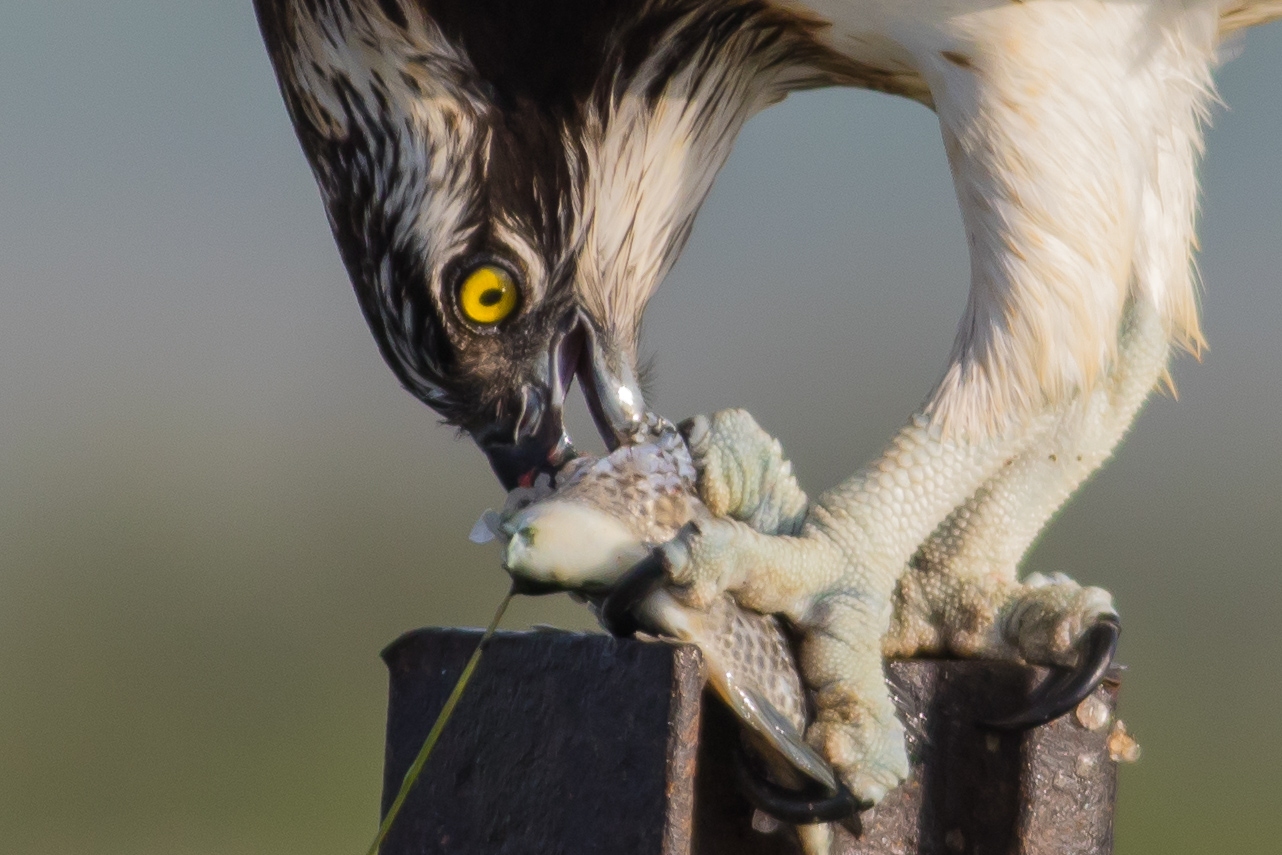
الافتراس هو تفاعل قصير المدى حيث يقوم المفترس وهو هنا العقاب، بقتل فريسته وأكلها.

### أنواع التعايش
- تبادل المنفعة (+ +): وفيها تستفيد الكائنات المتشاركة فتحصل حالة توازن بين الشريكين ولا يستطيع أحدهما الاستغناء عن الآخر مثال: البقوليات على جذورهما عقد آزوتية تحوي جراثيم تثبت الآزوت الجوي وتحوله لمواد يستفيد منها النبات ويؤمن لها النبات السكريات.
- الإفادة (0 +): علاقة بين كائنين أحدهما يستفيد والآخر لا يستفيد ولا يتضرر مثل وجود بعض الجراثيم (الأوليات) داخل أمعاء الإنسان فتحصل على الغذاء والمأوى ولا تسبب أي ضرر ولا نفع.
- التطفل (- +): علاقة بين كائنين من نوعين مختلفين مفيدة لأحدهما (الطفيلي) وضارة للآخر (المضيف) فيحصل الطفيل على الطعام والحماية.

الافتراس: هي علاقة مؤقتة تنتهي بقتل الفريسة والتغذي عليها.
الرمية: تدعى الكائنات التي تتغذى على المواد العضوية الميتة أو المتفسخة بالكائنات الرمية كالفطريات والجراثيم وتعد الرميات مهمة في دور التغذية لأنها تستخدم في إعادة العناصر الكيميائية الهامة من أجسام الكئنات الميتة إلى الأحياء.